# 斯蒂爾沃特鎮區 (北達科他州鮑曼縣)
斯蒂爾沃特鎮區（英語：Stillwater Township）是位於美國北達科他州鮑曼縣的一個鎮區。

## 地方資料
斯蒂爾沃特鎮區的面積為79.25平方千米，當中陸地面積為79.23平方千米，而水域面積為0.02平方千米。根據2010年美國人口普查的數據，當地共有人口28人，而人口密度為每平方千米0.35人。